# Алімов-Любимовський
Алімов-Любимовський (рос. Алимов-Любимовский) — хутір у Новоаннінському районі Волгоградської області Російської Федерації.
Населення становить 140  осіб. Входить до складу муніципального утворення Панфиловське сільське поселення.

## Історія
Хутір розташований у межах українського історичного та культурного регіону Жовтий Клин.
Згідно із законом від 21 грудня 2004 року № 970-ОД органом місцевого самоврядування є Панфиловське сільське поселення.

## Населення
| 2010 | 2015 |
| ---- | ---- |
| 150  | ↘140 |